# Université des sciences appliquées d'Utrecht

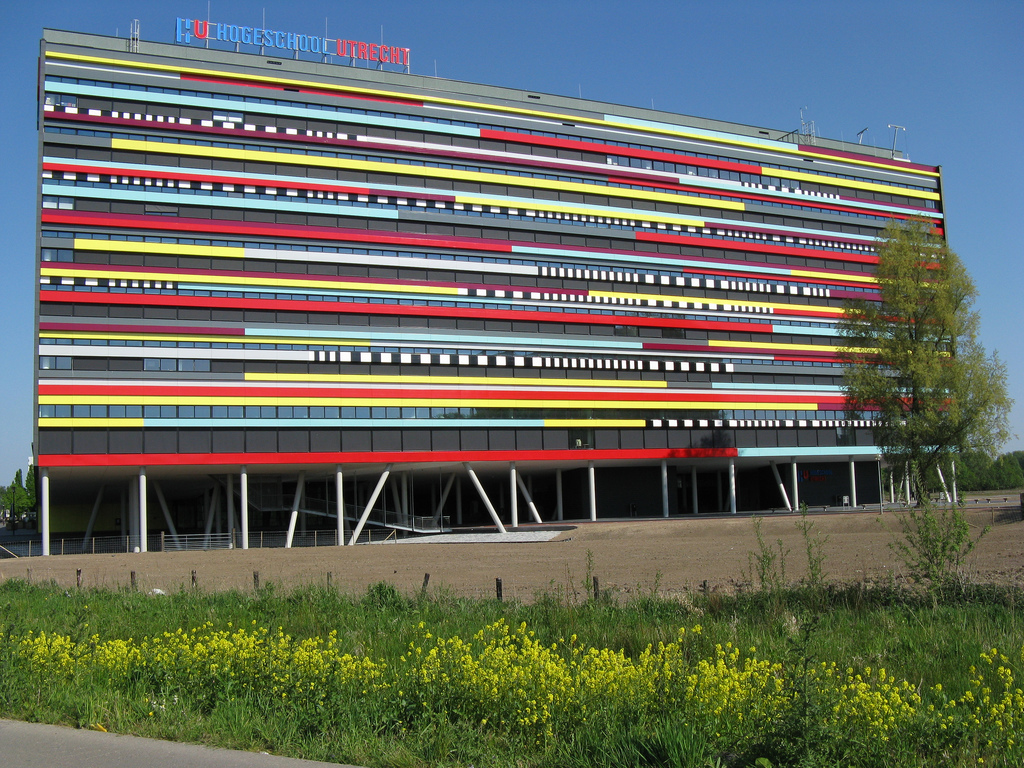
Hogeschool Utrecht.

Ne doit pas être confondu avec Université d'Utrecht.
Pour les articles homonymes, voir HVU.
L'université des sciences appliquées d'Utrecht (en néerlandais: Hogeschool Utrecht, abrégé en HU, anciennement Hogeschool van Utrecht, abrégé en HvU) est une université publique professionnelle située à Utrecht et Amersfoort, aux Pays-Bas. Elle compte environ 38 000 étudiants, et permet d'étudier le journalisme, la gestion, la technologie, l'éducation, la santé, la gestion et le social.